# Argiope aetherea
Argiope aetherea es una especie de arañas araneomorfas de la familia Araneidae.

## Subespecie
- Argiope aetherea annulipes (Thorell, 1881)

## Localización
Esta especie se distribuyen por China y Australia, la subespecie se distribuye en Nueva Guinea.